# Macrophyes silvae
Macrophyes silvae là một loài nhện trong họ Anyphaenidae.
Loài này thuộc chi Macrophyes. Macrophyes silvae được Antonio D. Brescovit miêu tả năm 1992.